# Dudley Conservation Park
Dudley Conservation Park är en park i Australien. Den ligger i delstaten South Australia, omkring 120 kilometer sydväst om delstatshuvudstaden Adelaide. Dudley Conservation Park ligger 84 meter över havet. Den ligger på ön Kangaroo Island.
Trakten runt Dudley Conservation Park är nära nog obefolkad, med mindre än två invånare per kvadratkilometer.. Närmaste större samhälle är Penneshaw, omkring 10 kilometer nordost om Dudley Conservation Park. 
I omgivningarna runt Dudley Conservation Park växer huvudsakligen savannskog. Genomsnittlig årsnederbörd är 753 millimeter. Den regnigaste månaden är juni, med i genomsnitt 143 mm nederbörd, och den torraste är januari, med 21 mm nederbörd.